# Deportivo Petare FC
Deportivo Petare FC is een Venezolaanse voetbalclub uit de hoofdstad Caracas. De club werd in 1948 opgericht door een groep Italiaanse immigranten. De club stond vroeger bekend als Deportivo Italia.

## Geschiedenis
In de jaren zestig en zeventig was Deportivo Italia een van de succesvolste clubs van het land. In de Copa Libertadores van 1971 won de club zelfs van het almachtige Fluminense in Rio de Janeiro. In 1998 fuseerde de club met Deportivo Chacao FC en werd zo Deportivo Italchacao Fútbol Club SA. In 2006 nam de club opnieuw de oude naam Deportivo Italia aan. In 2010 nam de club de naam Deportivo Petare FC aan. In 2015 wijzigde de naam opnieuw en de clubnaam werd nu Petare FC. In 2016 degradeerde de club uit de hoogste klasse. In 2018 krachtens een nieuwe richtlijn het woord Deportivo weer toevoegen voor Petare Fútbol Club.

## Erelijst
- Primera División Venezolana

1961, 1963, 1966, 1972 en 1999 (als Deportivo Italchacao)
- Copa de Venezuela

Winnaar: 1961, 1962, 1970
Finalist: 1976